# Rolf Froböse
Rolf Froböse (* 29. Juni 1949 in Seesen am Harz) ist ein deutscher Journalist, Chemiker und Buchautor.

## Leben
Rolf Froböse besuchte das Jacobson-Gymnasium Seesen und studierte nach dem Abitur in Göttingen Chemie. Dort wurde er 1977 im Arbeitskreis von Oskar Glemser mit einer Arbeit über Schwefel-Stickstoff-Fluorchemie promoviert. Danach war er wissenschaftlicher Mitarbeiter am Gmelin-Institut der Max-Planck-Gesellschaft in Frankfurt am Main.
Seine wissenschaftsjournalistische Tätigkeit begann er unter anderem als deutscher Korrespondent der amerikanischen National Aeronautics and Space Administration (NASA). Von 1988 bis 1991 war Froböse zunächst Redakteur, dann Ressortleiter Forschung und Entwicklung beim Technologiemagazin highTech in München, danach war er bis Ende 1994 Chefredakteur der Fachpublikationen Chemische Industrie und Europa Chemie bei der Verlagsgruppe Handelsblatt.
Seit 1995 arbeitet Froböse als freier Wissenschaftsjournalist und Autor. Seine Bücher erschienen bei Wiley/VCH, Random House und bei BOD (Books on Demand).
Froböse veröffentlichte in den Bereichen Technik, Populärwissenschaft und Quantenphysik. Ferner schrieb er auch einen Thriller Sekunde Null – Das Urknallexperiment. Er behauptet 2010, dass Homöopathie und Naturheilverfahren aufgrund neuer wissenschaftlicher Hinweise möglicherweise wirksam seien. Er zieht dabei einen quantenmechanischen Effekt als Erklärung heran. Das zu Grunde liegende Buch Der Lebenscode des Universums – Quantenphänomene und die Unsterblichkeit der Seele (Lotos – Verlagsgruppe Random House) führte zu lebhaften Diskussionen.
Froböse lebt in Wasserburg am Inn. Er ist mit der Journalistin Gabriele Froböse verheiratet und hat einen Sohn.

## Schriften
Reguläre Verlage
- Der Halleysche Komet, Harri Deutsch: Frankfurt, Thun 1985, ISBN 3-87144-837-0
- Schlüssel zur Chemie, Econ: Düsseldorf, Wien, New York 1987, ISBN 3-430-12964-8
- Sonderwerkstoffe im Wandel der Zeit, Die Geschichte des Hauses H.C. Starck, Goslar 1995.
- mit Gabriele Froböse: Lust und Liebe – alles nur Chemie?, Wiley-VCH: Weinheim 2004, ISBN 3-527-30823-7
- Mein Auto repariert sich selbst. Und andere Technologien von Übermorgen, Wiley-VCH: Weinheim, 2004 ISBN 3-527-31168-8
- mit Klaus Jopp: Fußball, Fashion, Flachbildschirme. Die zweite Kunststoffrevolution, Wiley-VCH: Weinheim 2006, ISBN 3-527-31411-3
- Wenn Frösche vom Himmel fallen. Die verrücktesten Naturphänomene, Wiley-VCH: Weinheim 2007, ISBN 3-527-31659-0
- Der Lebenscode des Universums. Quantenphänomene und die Unsterblichkeit der Seele, Lotos Verlag München 2009, ISBN 3-778-78211-8

BoD
- Die geheime Physik des Zufalls. Quantenphänomene und Schicksal, BoD GmbH: Norderstedt 2008, ISBN 978-3-8334-7420-0
- Sekunde Null. Das Urknall-Experiment, Thriller, BoD GmbH: Norderstedt 2010, ISBN 978-3837053142
- mit Gabi Froböse: Die 40 kuriosesten Inseln, BoD GmbH: Norderstedt 2010, ISBN 978-3839156872
- The Secret Physics of Coincidence. Quantum phenomena and fate - Can quantum physics explain paranormal phenomena?, BoD GmbH: Norderstedt 2012, ISBN 978-3-8482-3445-5.
- mit Gabi Froböse: Warum Punker Schildkröten lieben und ein Käfer den Namen Rumsfeld trägt". Kleines Handbuch des kuriosen Wissens, BoD GmbH: Norderstedt 2014, ISBN 978-3735769565